# Liste der Ramsar-Gebiete in Sambia
Die Ramsar-Gebiete in Sambia sind nach der 1971 beschlossenen Ramsar-Konvention besondere Schutzzonen für natürliche Feuchtgebiete auf dem Territorium des Landes. Sie besitzen gemäß dem Anliegen dieses völkerrechtlichen Vertrags eine hohe Bedeutung und dienen insbesondere dem Erhalt der Lebensräume von Wasser- und Watvögeln. In Sambia sind die Regelungen des Vertragswerks mit Wirkung vom 28. Dezember 1991 in Kraft.
In Sambia existieren 8 Ramsar-Gebiete mit einer Gesamtfläche von 4.030.500  Hektar (Stand 2021).

## Liste der Ramsar-Gebiete von Sambia
Quelle:
| Name des Gebiets                           | Bild            | Lage                                   | Koordinaten                      | Größe in ha | Ausweisungs- Datum | Bemerkungen |
| ------------------------------------------ | --------------- | -------------------------------------- | -------------------------------- | ----------- | ------------------ | --- |
| Bangweulu Swamps                           |                 | Luapula Province und Muchinga Province | 11° 56′ 33,4″ S, 30° 11′ 50,3″ O | 1.100.000   | 28. August 1991    | nationaler Status: Game Management Area (Chikuni, Bangweulu, Kafinda, Chambeshi); National Park (Isangano und Lavushi-Manda NP) Zum Schutzgebiet gehören der Bangweulusee, Kampolombosee, Kangwenasee sowie die umliegenden Zuflüsse mit ihren ausgedehnten Feuchtgebieten. |
| Busanga Swamps                             | Bild gesucht BW | Northwestern Province                  | 14° 11′ 25,8″ S, 25° 52′ 56,6″ O | 200.000     | 2. Februar 2007    | nationaler Status: Game Management Area (Kasonso-Busanga); National Park (Kafue NP)r Das Schutzgebiet in einiger Entfernung nordwestlich von Lusaka besteht aus mehreren charakteristischen Ökosystemen, die als Fließgewässer, Graslandschaften, Lagunen und Waldgebiete in Erscheinung treten. Die größeren Flüsse Lufupa und Luanga münden in diesen Sümpfen. Der Kafue entwässert das Schutzgebiet in Richtung Süden in den Itezhitezhi-See und weiter in das Ramsar-Gebiet Kafue Flats. |
| Kafue Flats                                |                 | Central Province und Southern Province | 15° 42′ 34,2″ S, 27° 15′ 10,8″ O | 600.500     | 28. August 1991    | nationaler Status: Game Management Area, National Park Das Schutzgebiet erstreckt sich in einer landschaftlich abwechslungsreichen Region, wo sich Gras- und Waldgebiete mit Schwemmlandebenen abwechseln, in denen geothermale Erscheinungen auftreten. Mit Wirkung vom 2. Februar 2007 kam es zur Erweiterung der geschützten Fläche von 83.000 auf 600.500 Hektar. Teilbereiche des Schutzgebietes bilden der Blaue-Lagune-Nationalpark und der Lochinvar-Nationalpark.                   |
| Luangwa Flood Plains                       | Bild gesucht BW | Eastern Province                       | 12° 32′ 23,3″ S, 32° 8′ 20,8″ O  | 250.000     | 2. Februar 2007    | nationaler Status: Game Management Area (Munyamadzi GMA No. 24, Lumimba GMA No. 21 und Lupande GMA No. 20); National Park (South Lwangwa NP und North Luangwa NP) |
| Lukanga Swamps                             |                 | Central Province                       | 14° 25′ 17″ S, 27° 47′ 48,5″ O   | 260.000     | 8. November 2005   | nationaler Status: keiner Das Schutzgebiet umfasst den größten und ständig wasserführenden See im Kafue-Becken. |
| Mweru wa Ntipa Mweru-Wantipa-See           |                 | Northern Province                      | 8° 52′ 42,2″ S, 29° 43′ 26″ O    | 490.000     | 2. Februar 2007    | nationaler Status: Game Management Area (Kaputa); National Park (Mweru-Wantipa-Nationalpark) Das Schutzgebiet liegt in einer Bucht des Mweru-Wantipa-See, die von Sümpfen ihrer Zuflüsse und der Vegetation des Miombo geprägt ist. |
| Tanganyika Tanganjikasee                   |                 | Northern Province                      | 8° 30′ 44,6″ S, 30° 48′ 30,2″ O  | 230.000     | 2. Februar 2007    | nationaler Status: Game Management Area (Kaputa); National Park (Nsumbu NP) Das Schutzgebiet erstreckt sich über den Nsumbu-Nationalpark und das Kaputa GMA sowie in deren küstennahen und zu Sambia gehörenden Zonen am Tanganjikasee. |
| Zambezi Floodplains (Barotse Flood Plains) |                 | Western Province                       | 15° 11′ 50,6″ S, 22° 57′ 36,4″ O | 900.000     | 2. Februar 2007    | nationaler Status: keiner Das Schutzgebiet besteht aus zwei Arealen. Hauptsächlich zieht es sich am Sambesiverlauf in Nord-Süd-Richtung vom Dorf Chitokoloki über Lukulu, Mongu bis südlich des Ortes Senanga hin. Östlich von Mongu, von der Fernstraße M9 durchquert, liegt ein weiteres ausgedehntes Areal, das auch Quellbereiche kleiner Zuflüsse zum Lui und Sambesi sowie zahlreiche Seen umfasst.                                                                                    |